# Анакаона
Анакаона (шп. Anacaona, погубљена 1504), краљица  (кацика) народа Таино на Хаитију у време открића и најранијег периода шпанске колонизације. Иако је у време првог контакта са европским колонистима (1496) пристала да се покори и уредно плаћа данак, ухапшена је и погубљена неколико година касније без икаквог правог разлога.

## Биографија

### Срадња са колонистима
Анакаона се први пут помиње у Првој декади књиге О новом свету шпанског историчара Пјетра Мартира, објављеној 1504. године. Након напуштања Изабеле и премештања престонице шпанске колоније Хиспањола у Санто Доминго на јужној обали Хаитија у лето 1496, гувернер Бартоломео Колумбо повео је експедицију на западни део острва, који је до тада био потпуно неистражен. На око 30 сати хода западно од Санто Доминга стигао је у земљу индијанског краља по имену Беухио Анакаухоа (лат. Beuchios Anacauchoa), који је владао најзападнијим крајем острва, земљом коју су урођеници звали Харагва (лат. Xaragua), који их је пријатељски дочекао. Пошто у овој области није било злата, Бартоломео Колумбо затражио је данак у хлебу и производима од памука и конопље, на који је поглавица спремно пристао. Затим је поглавица угостио Колумба у свом селу, које је било око 30 сати хода на запад, на западној обали острва. Сам поглавица имао је 30 жена: старије су носиле само широки памучни појас око бедара, а млађе само уске траке око чела. Гости су дочекани песмом и плесом Индијанки, а приређене су и ратничке игре. Када је у јесен следеће године (1497) поново дошао у Харагву да покупи данак, који је спремно исплаћен, Бартоломео је био свечано дочекан и угошћен од краља и његове сестре по имену Анакаона, која је била удовица Каонабоа, свргнутог поглавице земље Сибао. Она је уживала велики углед у својој земљи и била на гласу као блага, мудра и опрезна. Поучена мужевим примером, саветовала је брата да се мирно покори хришћанима. Анакаона је наговорила Бартоломеа да проба месо од игуане, која је сматрана најукуснијом храном на острву: после тога, игуане су постале најтраженија посластица међу колонистима. Краљичино најдрагоценије благо била су седишта и посуђе уметнички изрезбарено од црног дрвета, а осим уговореног данка, који је чинио читав бродски товар памука и две врсте хлеба (од кукуруза и од касаве) који су прикупили 32 потчињене поглавице, поклонила је Бартоломеу 14 дрвених седишта, 60 земљаних посуда и 4 огромне ролне упреденог памука. За узврат, Бартоломео је Анакаону и њеног брата свечано угостио на каравели која је дошла на западну обалу острва да покупи данак, око 6 миља од поглавичиног села.

### Смрт
Бартоломео де лас Казас у својој књизи Кратак извештај о уништавању Индија пише да су краљ Бехечио и његова сестра Анакаона обоје учинили велике услуге шпанској круни и пружили сву помоћ европским насељеницима, понекад чак и спасавајући њихове животе. Након Бехечиове смрти, Анакаона је владала уместо њега. Преко три стотине локалних поглавица било је позвано да дочекају новог гувернера острва Николаса де Ованда (који је стигао на Хаити у априлу 1502) када је посетио краљевство са шездесет коњаника и три стотине пешака. По лас Казасовим речима, само коњаници су били довољни да заузму цело острво. Гувернер је преварио индијанске поглавице да се окупе у згради од сламе, а затим наредио својим људима да је запале и живе их спалио. Сви остали су масакрирани. У знак поштовања према њеном рангу, краљица Анакаона је обешена. По гувернеровом наређењу, сви преживели Индијанци осуђени су на ропство. Био је то крај краљевства Харагва, које је Лас Казас сматрао најцивилизованијом домородачком државом на острву.